# Waldemar von Wussow
Waldemar Philip Paul Alexander von Wussow (* 29. September 1865 in Frankfurt (Oder); † 12. Juli 1938 in Darmstadt) war ein deutscher Verwaltungsjurist und Herzoglich sachsen-altenburgischer Staatsminister.

## Leben
Wussow war ein Sohn des preußischen Generalleutnants Botho von Wussow und dessen Ehefrau Anna von Bernuth (1840–1917). Sein dritter Sohn war der spätere Widerstandskämpfer Botho von Wussow. Er studierte Rechtswissenschaft an der Friedrich-Wilhelms-Universität zu Berlin, der Universität Lausanne und der Ruprecht-Karls-Universität Heidelberg. Nachdem er 1887 in Berlin das Referendarexamen bestanden hatte, wurde im Corps Vandalia Heidelberg aktiv. Er wurde 1893 Regierungsreferendar in Wiesbaden und 1894 Regierungsassessor in Essen. Als Kammerrat bei der fürstlich lippischen Rentkammer kam Wussow 1896 nach Detmold. 1902 wurde er Landrat in Dillenburg. 1911 kam er als Oberregierungsrat nach Kassel. Am 1. Juli 1915 wurde er als Wirklicher Geheimer Rat charakterisiert und zum sachsen-altenburgischen Staatsminister und Bevollmächtigten zum Bundesrat ernannt. Mit der Novemberrevolution verlor er am 9. November 1918 dieses Amt. Er war der letzte Staatsminister des Herzogtums. Während des Ersten Weltkrieges war er zeitweilig Mitglied der Zivilverwaltung vom Generalgouvernement Belgien. Er trat 1918 in den Ruhestand und nahm seinen Wohnsitz in Darmstadt.